# Горице (Сански Мост)
Горице су насељено мјесто у Босни и Херцеговини, у општини Сански Мост, које административно припада Федерацији Босне и Херцеговине. Према попису становништва из 2013. у насељу је живјело 615 становника.

## Становништво
| Националност       | 1991.        | 1981.        | 1971.        |
| Муслимани          | 621 (96,42%) | 530 (96,01%) | 423 (92,96%) |
| Срби               | 22 (3,41%)   | 19 (3,44%)   | 23 (5,05%)   |
| Хрвати             | 1 (0,15%)    | 0            | 0            |
| Југословени        | 0            | 1 (0,18%)    | 0            |
| остали и непознато | 0            | 2 (0,36%)    | 9 (1,97%)    |
| Укупно             | 644          | 552          | 455          |